# Elise von Schlick

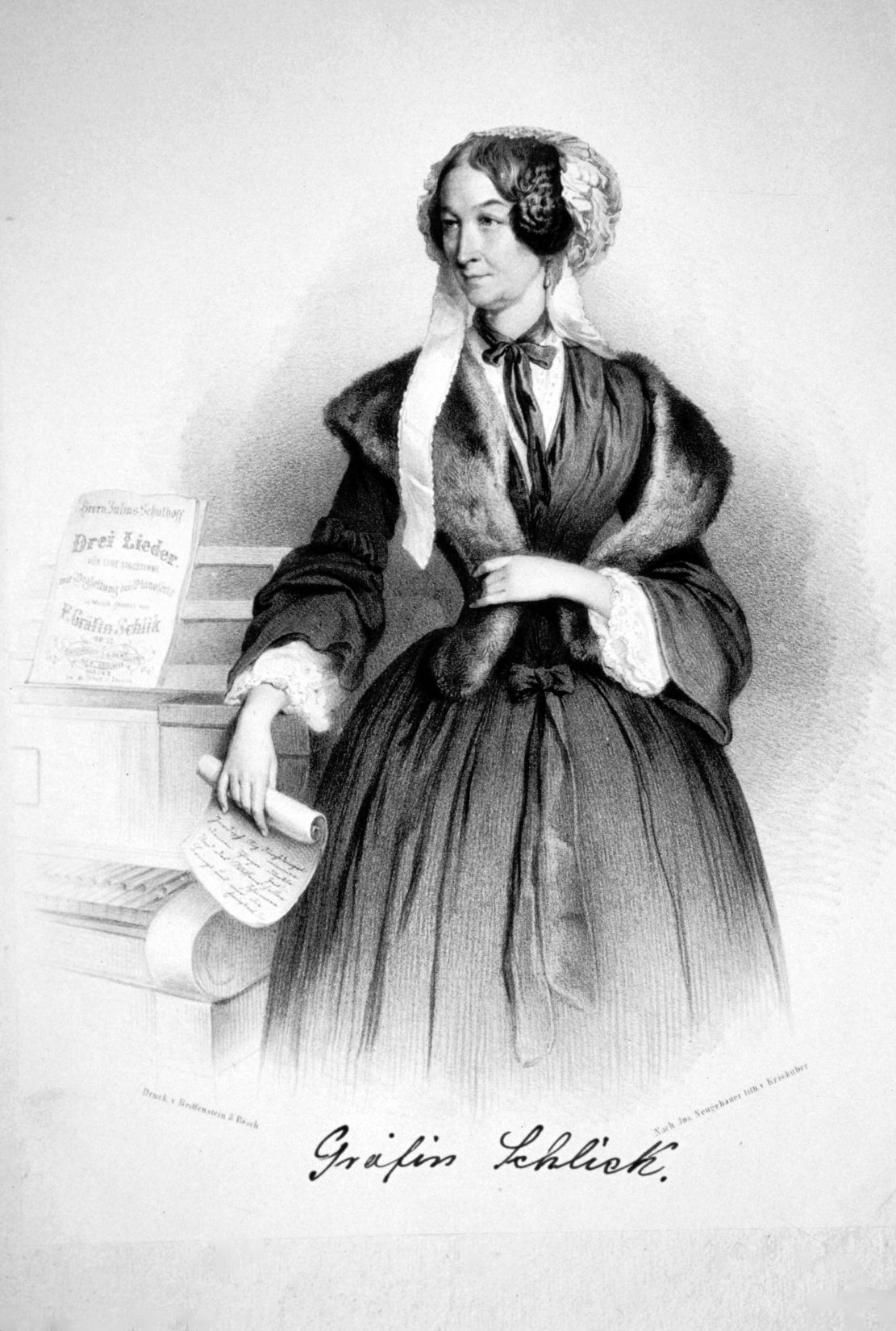
Gräfin Elise von Schlick, Lithografie von Joseph Kriehuber nach einer Zeichnung von Josef Neugebauer

Gräfin Elise von Schlick zu Bassano und Weißkirchen (eigentl. Maria Elisabeth; * 21. Jänner 1792 in Prag; † 14. Dezember 1855 ebenda) war eine österreichische Komponistin, Dichterin und Salonière.

## Leben
Elise von Schlick war eine Tochter des Grafen Joseph Heinrich Schlick (auch Schlik) zu Bassano und Weißkirchen (1794–1807) aus dessen Ehe mit Gräfin Philippine Ludmilla geb. Gräfin von Nostitz-Rieneck († 1844). Ihr Bruder war der Kavallerie-General Graf Franz von Schlik (1789–1862).
Schon früh erhielt sie Klavierunterricht und entwickelte sich in den folgenden Jahren zu einer ausgezeichneten Pianistin. In späteren Jahren war sie mit zahlreichen bedeutenden Musikern befreundet und unterstützte einige auch finanziell, darunter Johann Friedrich Kittl, Louis Spohr, Franz Liszt und Clara Schumann.
1841 wurde sie Mitglied des Vereins zur Förderung der Tonkunst in Böhmen, der vornehmlich das Prager Konservatorium finanzierte. Daneben war sie Palast- und Sternkreuzordensdame der österreichischen Kaiserin. Sie lebte in ihrem Prager Palais in der Neuen Allee 61 (heute Národní), wo sie regelmäßig private Kammermusik-Konzerte veranstaltete, und auf ihrem Schloss in Kopidlno.
Das Ehepaar Clara und Robert Schumann lernte Elise von Schlick in den Tagen vom 24. Januar bis 3. Februar 1847 kennen, als beide nach einem längeren Aufenthalt in Wien nach Dresden zurückkehrten und einen Zwischenstopp in Prag einlegten. Clara Schumann schrieb am 8. Februar 1847 an ihre Freundin Elise List:

„Ich fand in Prag eine Gräfin Schlick, große Musikenthusiastin, und diese führte mich selbst zu den ersten Damen Prags, die ich zu den liebenswürdigsten zählen muß, die ich noch gefunden, und gehört es zu meinen größten Wünschen einmal länger in Prag bleiben zu können, um alle diese Damen etwas näher kennen zu lernen.“

Am 14. Dezember 1854 starb Elise von Schlick „an den Folgen eines organischen Herzleidens“. Ihre zwei Tage später erfolgte Beisetzung begleitete eine „ungeheure Menge Menschen jeden Standes und Geschlechtes“.

## Nachlass
2006 schenkte der US-amerikanische Millionär Bruce Kovner der Juilliard School in New York ein Autographen-Album Elise von Schlicks, in das sich zahlreiche bedeutende Zeitgenossen eingetragen hatten, darunter Robert Schumann. Weitere Teile von ihrem Nachlass besitzt das Prager Nationalmuseum.

## Werke

### Musikalische Werke (Auswahl)
Die folgenden Angaben basieren auf Hofmeisters musikalischen Monatsberichten.
- Op. 1 – Drei Lieder für Mezzosopran (oder Alt) und Klavier: Warum?, Das Stübchen, Nächtliche Klage (nach eigenen Texten), gewidmet Louis Spohr. Glöggl, Wien 1850.
- Op. 2 – Drei Lieder für Mezzossopran (oder Bariton) und Klavier: Die Seelenlast, Im April, Der bleiche Mönch, gewidmet Giacomo Meyerbeer. Glöggl, Wien 1850.
- Op. 3 – Reiters Abschied von seinem Rosse. Glöggl, Wien 1851.
- Op. 5 – Lieb Liebchen, leg’s Händchen aufs Herze (nach einem Text von Heinrich Heine).
- Op. 6 – Drei Lieder: Frühlingsfreude, Das Blatt im Buche. Wanderlied. Witzendorf, Wien 1852.
- Op. 7 – Drei Lieder für Alt (oder Bariton): Der treue Kriegsmann, Schwermut, Das Lied vom bleichen Reiter. Cranz, Hamburg 1851.
- Op. 8 – Drei Lieder für Gesang und Klavier: Geisterkönig, Gute Nacht, Lieder der Nacht. Wilhelm Jowien, Hamburg 1852.
- Op. 9 – Drei Lieder. C. A. Spina, Wien.
- Op. 10 – Drei Lieder für Gesang und Klavier. Wilhelm Jowien, Hamburg.
- Op. 11 – Drei Lieder: So muss ich denn gehen dahin, Wenn ich wollte singen, Überfall. Böhme, Hamburg 1854.
- Op. 12 – Drei Lieder: Herzensfrost, Die Müllerin, Abschied. Schott, Mainz 1854.
- Op. 14 – Drei Lieder: Perle und Lied, Ihr Name, Vielleicht! Hoffmann, Prag 1855.
- Sechs Lieder mit Begleitung des Klaviers, Dresden: Hilscher o. J. (Digitalisat der Österreichischen Nationalbibliothek)
- Der Jäger und seine Mutter. In: Album für Gesang mit Begleitung des Pianoforte, Jg. 2, Wilhelm Jowien, Hamburg 1854.
- Ringerl und Röserl. Wilhelm Jowien, Hamburg November 1856.

### Literarische Werke
- Sammlung von Gedichten aus dem Nachlass der Gräfin Elise Schlik. Ihren Verwandten und Freunden gewidmet. Prag im Januar 1856. Gottlieb Haase Söhne, Prag 1856 (Digitalisat).